# Emanuele Grazzi
Emanuele Grazzi (* 30. Mai 1891 in Florenz; † 7. September 1961 in Rom) war ein italienischer Diplomat, Journalist und Übersetzer.

## Leben
Emanuele Grazzi  war der Sohn von Teresa Barsanti und Vittorio Grazzi.
Im November 1911 schloss er ein Studium der Rechtswissenschaft an der Universität Pisa ab.  Am 11. September 1934 heiratete er in Florenz Anna Cocchi. Das zweite Mal heiratete er am 11. April 1942 in Rom Renata Maria Polito.

### Diplomatische Karriere
Am 31. Juli 1912 trat er in den auswärtigen Dienst und wurde zum Konsularbeamten ernannt. Am 7. August 1912 wurde er nach Tunis entsandt und am 20. Juli 1913 zum Vize-Konsul zweiter Klasse ernannt.
Am 9. Dezember 1913 wurde er zur Italienischen Armee eingezogen und im Ersten Weltkrieg als Artillerieoffizier eingesetzt, wofür ihm das Croce di guerra al valor militare verliehen wurde. Ende 1916 wurde er auf Antrag des italienischen Militärattachés in Den Haag nach Rotterdam geschickt, um die heikle Aufgabe des politisch-militärischen Informationsdienstes zu erfüllen.
1918 wurde er zur Interalliierte Militär-Kontrollkommission nach Helsingfors delegiert und nahm Kontakte mit der finnischen Regierung auf, was am 27. Juni 1919 zur Anerkennung des neuen finnischen Staates durch das Königreich Italien führte.
1919 wurde er dem Politkommissariat in Deutschland zugeteilt und wurde 1920 Konsul in Berlin. 1922 war er Konsul in Florianopolis, 1925 in Toulouse und 1927 Generalkonsul in New York City.
Von 1933 bis 1934 war er Ministre plénipotentiaire in Guatemala-Stadt. 1935 war er Generaldirektor für ausländischen Presse im Außenministerium, 1936  Generaldirektor für Transozeanischen Angelegenheiten und 1937 Generaldirektor der politischen Abteilung des Außenministeriums.
Von 1939 bis 7. November 1940 war er Ministre plénipotentiaire in Athen. Am 28. Oktober 1940 fuhr er zum Wohnsitz des Ioannis Metaxas im Athener Vorort Kifisia und übergab ihm um drei Uhr Morgens das Ultimatum von Benito Mussolini, mit dem dieser uneingeschränkte militärische Bewegungsfreiheit in Griechenland forderte.

„Alors, c'est la guerre (Also, das ist der Krieg)“

„Pas nécessaire, mon excellence (Nicht notwendig, meine Exzellenz)“

„Non, c'est nécessaire (Doch es ist notwendig)“

Dieses Non auf griechisch Ochi gab dem griechischen Nationalfeiertag den Ochi-Tag am 28. Oktober den Namen.
1941 wurde er zum  Ministre plénipotentiaire in Belgrad ernannt.
Am 16. September 1943 schloss er sich dem Regime in Salò an, das ihn am 30. September 1943 zum Ministre plénipotentiaire in Budapest ernannte und Mitte Oktober 1943 wegen "Untreue" seines Amtes enthob.
Zum 31. Dezember 1947 wurde er im Rang eines außerordentlichen Gesandten und  Ministre plénipotentiaire in den Ruhestand versetzt.
In der Folge schrieb er Artikel für verschiedene Zeitungen und veröffentlichte einige Übersetzungen aus dem Englischen.

## Auszeichnungen
- Croce di guerra al valor militare, eine Tapferkeitsauszeichnung.
- 1936: Ritterorden der hl. Mauritius und Lazarus

## Veröffentlichungen
- Il nuovo regime siriano e Romanzi e racconti, traduzione di E. Grazzi, Roma 1951.
- N. Morland, La criminologia scientifica traduzione di E.Grazzi, Roma 1953.
- Oscar Wilde, Il ritratto di Dorian Gray ed altri racconti, traduzione di E. Grazzi, Roma 1958.
- Charles Dickens, Cinque racconti di Natale, traduzione di E. Grazzi, Roma 1959.